# Scotognapha costacalma
Espèce
Scotognapha costacalma est une espèce d'araignées aranéomorphes de la famille des Gnaphosidae.

## Distribution
Cette espèce est endémique de Fuerteventura aux îles Canaries,.

## Description
La femelle holotype mesure 5,40 mm.

## Étymologie
Son nom d'espèce lui a été donné en référence au lieu de sa découverte, Costa Calma.

## Publication originale
- Platnick, Ovtsharenko & Murphy, 2001 : A review of the ground spider genus Scotognapha (Araneae, Gnaphosidae), and its radiation on the Canary and Salvage Islands. American Museum novitates, no 3338, p. 1-22 (texte intégral).